# Nowoukrainka
Nowoukrainka (ukr. Новоукраїнка, Nowoukrajinka) – miasto na Ukrainie w obwodzie kirowohradzkim.
Stacja kolejowa.

## Opis

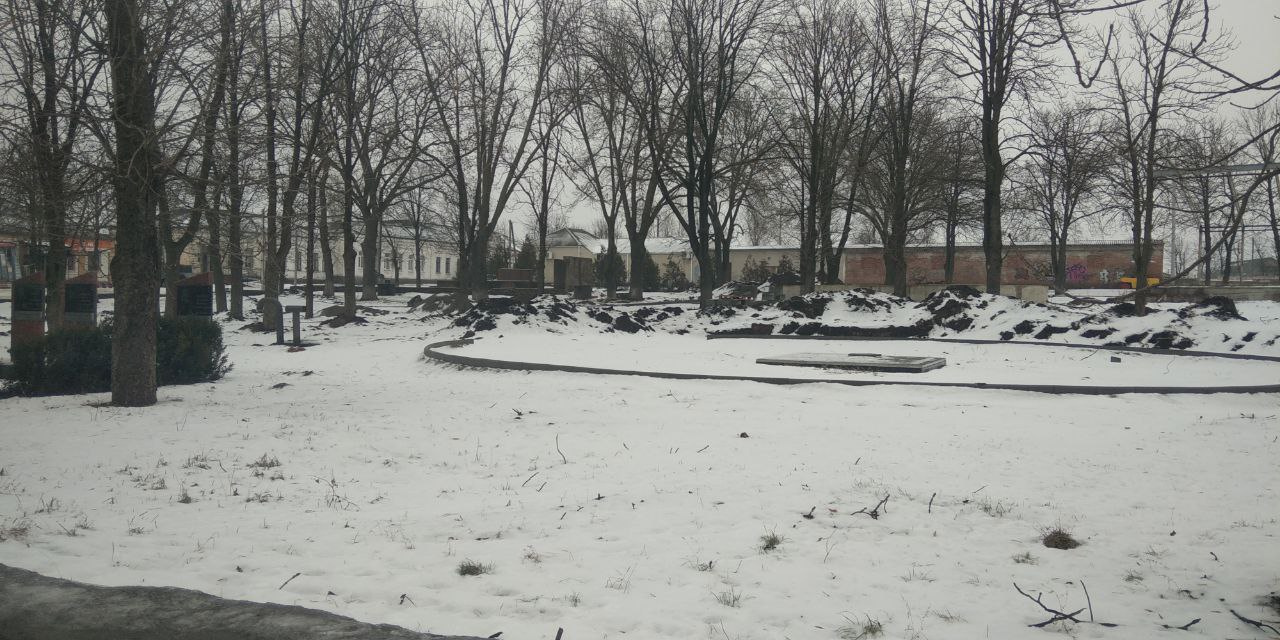
park miejski

Miasto położone jest w zachodniej części obwodu kirowogradzkiego. Przez jego terytorium przepływa rzeka Czarny Tashlyk

## Historia

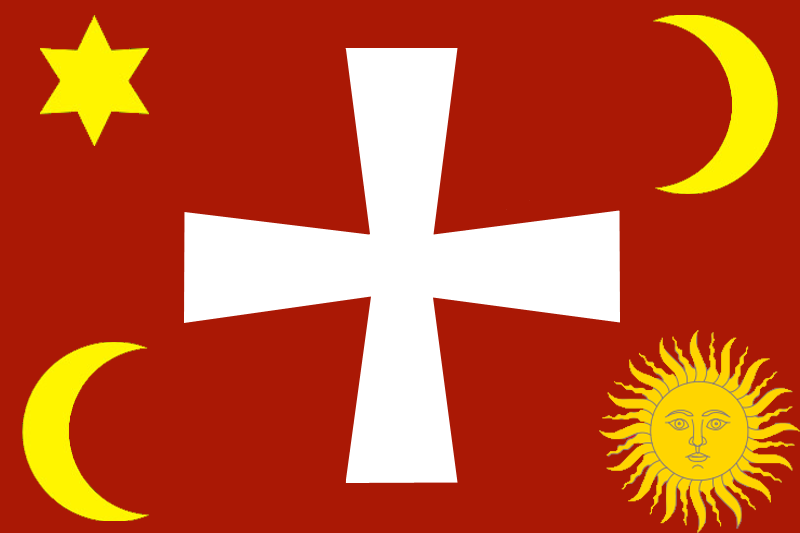
flaga Kozaków Zaporoskich

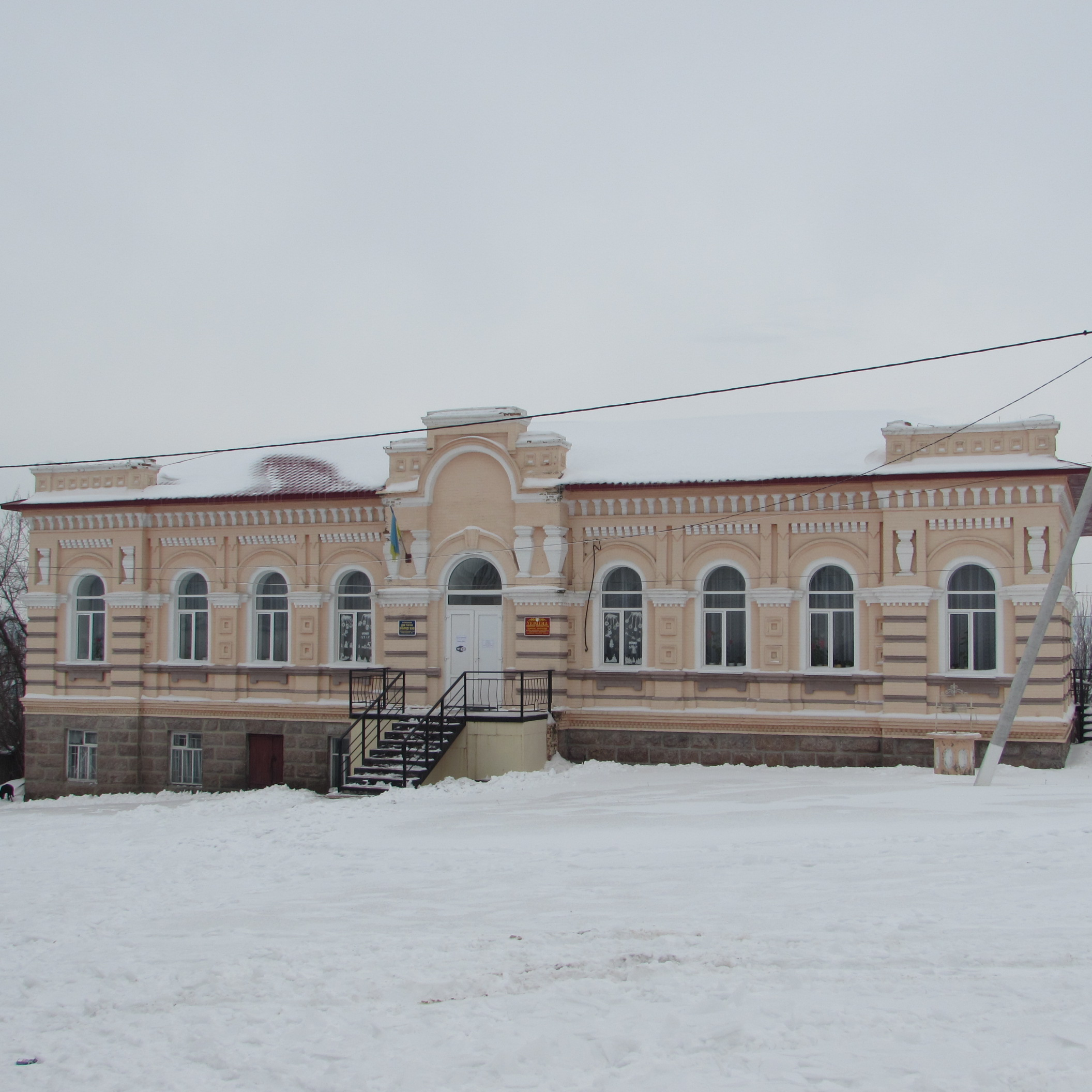
historyczny pomnik

Tereny dzisiejszego miasta wchodziły w skład zachodnich krańców Siczy Zaporoskiej, należała do pałanki Bugogardiwskiej  w Nowej Siczy (pałanka – jednostka administracyjna armii kozackiej). Właściwie przez wiele stuleci stanowił część Dzikiego Pola.
Wraz z początkiem wojny rosyjsko-tureckiej w latach 1768–1774 reduta Pawłowska została założona według „projektu” dowódcy 2. Armii Rosyjskiej, hrabiego Piotra Iwanowicza Panina, z umieszczeniem pierwszej kompanii i siedziby mołdawskiej pułk osadniczy huzarów, utworzony przez kapitana Zvereva z tubylców Mołdawii.
Na prawym brzegu rzeki Czorny Taszłyk zbudowano tę samą fortyfikację Czornotaszlyckiego. Praktycznie obie fortyfikacje z dziesięcioma działami na wałach każda tworzyły poważny węzeł obronny. Wokół nich powstały osady o tej samej nazwie, które stały się rdzeniem powstania współczesnego miasta Nowoukrajinka.
W czerwcu 1774 roku akademik Johann Güldenstedt podróżując po guberni elizawietgradzkiej zanotował: "Do 1769 roku miejscowość ta była niezamieszkana, w tym samym roku założono osadę, która obecnie jest ośrodkiem administracyjnym pułku mołdawskiego".
Po utworzeniu osad wojskowych na południu Ukrainy, w 1821 r. Nowopawłówsk został przeniesiony pod oddział 3. Dywizji Ułanów Ukraińskich i tu mieściła się główna siedziba 1. Pułku Ułanów Ukraińskich, dlatego w 1832 r. stanowisko to przemianowano na Nowoukrainkę.
W 1857 r. na placówce mieszkało 6346 osób[11]. W 1869 roku zakończono budowę linii kolejowej Odesko-Kremenczuk i wybudowano stację kolejową Nowoukrayinkа.
W mieście urodził się w 1900 Włodzimierz Słobodnik – polski poeta, tłumacz literatury francuskiej, rosyjskiej i radzieckiej, satyryk, autor książek dla młodzieży.
W 1930 roku zaczęto wydawać gazetę.  Dokładna liczba osób, które zmarły podczas Wielkiego Głodu w latach 1932-1933, nie jest znana. Ale świadkowie oszacowali, że straty drugiej wojny światowej były o połowę mniejsze niż straty podczas Wielkiego Głodu w Nowoukraince.
Status miasta posiada od 1938 roku.
Od 2 sierpnia 1941 do 17 marca 1944 miasto okupowały wojska niemieckie.
W 1974 liczyło 21 tys. mieszkańców.
W 1989 liczyło 20 675 mieszkańców.
W 2013 liczyło 17 741 mieszkańców.